# St. Louis Film Critics Association Awards 2017
Le cerimonia della 14ª edizione St. Louis Film Critics Association Awards è stata presentata il 17 dicembre 2017, le candidature erano state annunciate il 11 dicembre 2017.

## Vincitori e candidature

### Miglior film
- La forma dell'acqua - The Shape of Water (The Shape of Water), regia di Guillermo del Toro
- Tre manifesti a Ebbing, Missouri (Three Billboards Outside Ebbing, Missouri), regia di Martin McDonagh
- The Post, regia di Steven Spielberg
- Scappa - Get Out (Get Out), regia di Jordan Peele
- Lady Bird, regia di Greta Gerwig

### Miglior attore
- Gary Oldman - L'ora più buia (Darkest Hour)
- James Franco - The Disaster Artist
- Daniel Day-Lewis - Il filo nascosto (Phantom Thread)
- Tom Hanks - The Post
- Daniel Kaluuya - Scappa - Get Out (Get Out)

### Miglior attore non protagonista
- Richard Jenkins - La forma dell'acqua - The Shape of Water (The Shape of Water)
- Sam Rockwell - Tre manifesti a Ebbing, Missouri (Three Billboards Outside Ebbing, Missouri)
- Willem Dafoe - Un sogno chiamato Florida (The Florida Project)
- Woody Harrelson - Tre manifesti a Ebbing, Missouri (Three Billboards Outside Ebbing, Missouri)
- Michael Shannon - La forma dell'acqua - The Shape of Water (The Shape of Water)

### Miglior attrice
- Frances McDormand - Tre manifesti a Ebbing, Missouri (Three Billboards Outside Ebbing, Missouri)
- Sally Hawkins - La forma dell'acqua - The Shape of Water (The Shape of Water)
- Saoirse Ronan - Lady Bird
- Kristen Stewart - Personal Shopper
- Meryl Streep - The Post

### Miglior attrice non protagonista
- Laurie Metcalf - Lady Bird
- Holly Hunter - The Big Sick - Il matrimonio si può evitare... l'amore no (The Big Sick)
- Hong Chau - Downsizing - Vivere alla grande (Downsizing)
- Kristin Scott Thomas - L'ora più buia (Darkest Hour)
- Octavia Spencer - La forma dell'acqua - The Shape of Water (The Shape of Water)

### Miglior regista
- Guillermo del Toro - La forma dell'acqua - The Shape of Water (The Shape of Water)
- Denis Villeneuve - Blade Runner 2049
- Greta Gerwig - Lady Bird
- Jordan Peele - Scappa - Get Out (Get Out)
- Steven Spielberg - The Post

### Migliore adattamento della sceneggiatura
- Scott Neustadter e Michael H. Weber - The Disaster Artist
- James Ivory - Chiamami col tuo nome (Call Me by Your Name)
- Aaron Sorkin - Molly's Game
- Chase Palmer, Cary Fukunaga e Gary Dauberman - It
- Virgil Williams e Dee Rees - Mudbound

### Migliore sceneggiatura originale
- Guillermo del Toro e Vanessa Taylor - La forma dell'acqua - The Shape of Water (The Shape of Water)
- Greta Gerwig - Lady Bird
- Emily V. Gordon e Kumail Nanjiani - The Big Sick - Il matrimonio si può evitare... l'amore no (The Big Sick)
- Jordan Peele - Scappa - Get Out (Get Out)
- Martin McDonagh - Tre manifesti a Ebbing, Missouri (Three Billboards Outside Ebbing, Missouri)

### Miglior fotografia
- Roger Deakins - Blade Runner 2049
- Hoyte van Hoytema - Dunkirk
- Bruno Delbonnel - L'ora più buia (Darkest Hour)
- Dan Laustsen - La forma dell'acqua - The Shape of Water (The Shape of Water)
- Vittorio Storaro - La ruota delle meraviglie - Wonder Wheel (Wonder Wheel)

### Migliore montaggio
- Paul Machliss e Jonathan Amos - Baby Driver - Il genio della fuga (Baby Driver)
- Lee Smith - Dunkirk
- Sidney Wolinsky - La forma dell'acqua - The Shape of Water (The Shape of Water)
- Valerio Bonelli - L'ora più buia (Darkest Hour)
- Michael Kahn e Sarah Broshar - The Post

### Migliori musiche
- Jonny Greenwood - Il filo nascosto (Phantom Thread)
- Hans Zimmer - Dunkirk
- Benjamin Wallfisch e Hans Zimmer - Blade Runner 2049
- John Williams - The Post
- Alexandre Desplat - La forma dell'acqua - The Shape of Water (The Shape of Water)

### Migliori effetti speciali
- Blade Runner 2049
- La forma dell'acqua - The Shape of Water (The Shape of Water)
- La bella e la bestia (Beauty and the Beast)
- Dunkirk
- The War - Il pianeta delle scimmie (War for the Planet of the Apes)

### Migliore direzione artistica
- Paul D. Austerberry - La forma dell'acqua - The Shape of Water (The Shape of Water)
- Dennis Gassner - Blade Runner 2049
- Sarah Greenwood - La bella e la bestia (Beauty and the Beast)
- Nathan Crowley - Dunkirk
- Mark Tildesley - Il filo nascosto (Phantom Thread)

### Migliore colonna sonora
- Baby Driver - Il genio della fuga (Baby Driver)
- Tre manifesti a Ebbing, Missouri (Three Billboards Outside Ebbing, Missouri)
- Atomica bionda (Atomic Blonde)
- Coco
- Guardiani della Galassia Vol. 2 (Guardians of the Galaxy Vol. 2)

### Migliore scena
- The Disaster Artist - 67 riprese di “I did not hit her”
- Baby Driver - Il genio della fuga (Baby Driver) - Baby (Ansel Elgort) prende un caffè (scena d'apertura)
- Lady Bird - Presentazione alla lavagna per "The Tempest"
- Atomica bionda (Atomic Blonde) - La lotta nelle scale
- Chiamami col tuo nome (Call Me by Your Name) - Il monologo finale del signor Perlman (Michael Stuhlbarg)

### Miglior film in lingua straniera
- Land of Mine - Sotto la sabbia (Under sandet), regia di Martin Zandvliet • Danimarca, Germania
- Per primo hanno ucciso mio padre (First They Killed My Father), regia di Angelina Jolie • Cambogia
- Frantz, regia di François Ozon • Francia, Germania
- Un padre, una figlia (Bacalaureat), regia di Cristian Mungiu • Romania
- The Square, regia di Ruben Östlund • Svezia

### Miglior film d'animazione
- Coco, regia di Lee Unkrich e Adrian Molina
- Loving Vincent, regia di Dorota Kobiela e Hugh Welchman
- Capitan Mutanda - Il film (Captain Underpants: The First Epic Movie), regia di David Soren
- Cattivissimo me 3 (Despicable Me 3), regia di Pierre Coffin, Kyle Balda ed Eric Guillon
- LEGO Batman - Il film (The Lego Batman Movie), regia di Chris McKay

### Miglior documentario
- Jane, regia di Brett Morgen
- Last Man in Aleppo, regia di Firas Fayyad
- City of Ghosts, regia di Matthew Heineman
- Never Say Goodbye: The KSHE Documentary, regia di Ron Stevens
- Whose Streets?, regia di Sabaah Folayan